# Мирный, Иван Иванович
Иван Иванович Мирный (30 августа 1872, Самотоевка — 17 марта 1937, Прага) — украинский политический деятель. В 1918 году возглавлял канцелярию Министерства иностранных дел Украины. Член Украинской Центральной рады. Был членом Украинской партии социалистов-федералистов.

## Биография
Родился в слободе Самотоевка Харьковской губернии. Высшее образование получил в Петербургском университете, окончив в 1898 году юридический факультет.
Профессиональную деятельность начал в местных учреждениях Министерства финансов. Работал налоговым инспектором в Умани, а с 1910 года возглавил отдел Киевской финансовой палаты.
Во время Первой мировой войны принимал участие в акциях «Общества помощи населению Юга России, пострадавшему от военных действий», был сотрудником Комитета Юго-Западного фронта Всероссийского союза городов.
В апреле 1917 года избран в Украинскую Центральную раду от просветительских организаций Киева. Принадлежал к Украинской радикально-демократической партии (УРДП, впоследствии УПСР).
В начале апреля 1917 года участвовал в работе Всеукраинского национального конгресса, на котором и был избран в состав Центральной Рады. В конце ноября 1917 года назначен заместителем исполняющего обязанности Генерального писаря УНР.
С 22 января 1918 года входил в состав Совета Народных Министров УНР, в которой занимал пост Государственного писаря. В 1918 году возглавлял канцелярию Министерства иностранных дел Украины.
В 1919 входил в состав делегации УНР на Парижской мирной конференции 1919—1920 годов. С 1920 года — сотрудник представительства эмигрантского правительства УНР в Берлине.
С 1924 года проживал в Праге. Был директором канцелярии Украинское высшего педагогического института.
Умер в Праге в 1937 году от осложнение вызванных заболеванием гриппом.